# 弗兰克·布泽曼
弗兰克·布泽曼（德語：Frank Busemann，1975年2月26日—），德国男子田径运动员。他曾代表德国参加1996年和2000年夏季奥林匹克运动会田径比赛，其中1996年奥运会获得一枚银牌。